# Румянцев, Михаил Ильич
Михаил Ильич Румянцев (16 сентября 1916, Кульнево, Тверская область — 4 февраля 1967, Калинин) — подполковник Советской Армии, участник Великой Отечественной войны, Герой Советского Союза (1944).

## Биография
Родился 16 сентября 1916 года в деревне Кульнево (ныне — Ржевский район Тверской области). Окончил семь классов школы. В 1938 году был призван на службу в Рабоче-крестьянскую Красную Армию. В 1939 году он окончил Вольское военное авиатехническое училище, в 1943 году — курсы штурмовиков. Участвовал в боях советско-финской войны. С января 1943 года — на фронтах Великой Отечественной войны.
К середине февраля 1944 года старший лейтенант Михаил Румянцев был заместителем командира эскадрильи 218-го штурмового авиаполка 299-й штурмовой авиадивизии 16-й воздушной армии 1-го Белорусского фронта. К тому времени он совершил 96 боевых вылетов на бомбардировку и штурмовку скоплений боевой техники и живой силы противника, нанеся ему большие потери.
Указом Президиума Верховного Совета СССР от 1 июля 1944 года за «образцовое выполнение боевых заданий командования по уничтожению живой силы и техники противника и проявленные при этом мужество и героизм» старший лейтенант Михаил Румянцев был удостоен звания Героя Советского Союза с вручением ордена Ленина и медали «Золотая Звезда» за номером 3950.
После окончания войны продолжил службу в Советской Армии. Окончил Высшие лётно-тактические курсы. В 1961 году в звании подполковника был уволен в запас. Проживал в Калинине. Умер 4 февраля 1967 года, похоронен на Николо-Малицком кладбище Твери.
Был также награждён тремя орденами Красного Знамени, орденами Отечественной войны 1-й степени и Красной Звезды, рядом медалей.
В честь М. И. Румянцева названа улица в Твери.